# Pratanurida minuta
Pratanurida minuta is een springstaartensoort uit de familie van de Neanuridae. De wetenschappelijke naam van de soort is voor het eerst geldig gepubliceerd in 1966 door Selga.